# Hans Tröger
Hans Tröger (29 de agosto de 1896 - 21 de enero de 1982) fue un general alemán en la Wehrmacht durante la II Guerra Mundial quien comandó varias divisiones panzer. Recibió la Cruz de Caballero de la Cruz de Hierro, concedida por la Alemania Nazi para reconocer un liderazgo militar exitoso.

## Biografía
Nacido en 1896, Tröger entró en el ejército de la Alemania Imperial en 1915 como Fahnen-junker (oficial cadete) y sirvió como ingeniero. Después de la I Guerra Mundial, permaneció en el ejército, sirviendo en el Reichsheer. A partir de 1935 estuvo en la Wehrmacht  y fue puesto en la Oficina de Tropas Móviles del Oberkommando der Wehrmacht (Alto Mando de las Fuerzas Armadas), conocido comúnmente como OKW, durante dos años a partir de 1938. Tras el estallido de la II Guerra Mundial, comandó el 64.º Batallón de Motocicletas y después el 103.º Regimiento de Rifles. El 11 de noviembre de 1942, fue seleccionado como comandante de la 27.ª División Panzer, en ese tiempo comprometida en la retirada de Donets. A principios de 1943 dejó el frente oriental para asumir un puesto como comandante en la Escuela de Tropas Panzer, con base en Alemania.
Volvió al mando divisional cuando fue puesto al mando de la 25.ª División Panzer el 20 de noviembre de 1943. Su nuevo mando combatía en el frente oriental en los alrededores de Kiev, donde sufrió graves pérdidas y se sufrieron más bajas significativas en retirada a lo largo de Ucrania. En abril de 1944, fue transferida a Dinamarca para ser reequipada y Tröger, promovido a Generalleutnant a principios de ese mes, asumió el mando de la 13.ª División Panzer. En septiembre, la división tomó parte en los combates alrededor de Khisinev, pero se encontró acorralado. Tuvo que romper las líneas y mientras que parte del personal logró alcanzar las líneas alemanas, Tröger llevó una unidad a Bulgaria donde fue capturado por tropas búlgaras. Después de un periodo de internamiento, fue entregado a los soviéticos. Permaneció como prisionero de guerra en la Unión Soviética hasta 1955.

## Condecoraciones
- Cruz de Hierro (1914) 2.ª Clase & 1.ª Clase
- Cruz de Hierro (1939) 2.ª Clase & 1.ª Clase
- Cruz Alemana en Oro (15 de noviembre de 1941)
- Cruz de Caballero de la Cruz de Hierro el 4 de mayo de 1944 como Generalmajor y comandante de la 25.ª División Panzer[7]